# Abdallahi Hassen Ben Hmeida
 (mai 2016).
Si vous disposez d'ouvrages ou d'articles de référence ou si vous connaissez des sites web de qualité traitant du thème abordé ici, merci de compléter l'article en donnant les références utiles à sa vérifiabilité et en les liant à la section « Notes et références ».
Abdallahi Hassen Ben Hmeida (né en 1954), est un homme politique et diplomate mauritanien.
Il est ministre des Affaires étrangères et de la Coopération du 14 août 2008 jusqu'en 2009, succédant à Cheikh El Avia Ould Mohamed Khouna.
Il est conseiller auprès du ministre des Affaires étrangères de 2000 à 2003, puis secrétaire général du ministère de la Culture de 2004 à 2005, et secrétaire général du ministère de l'Éducation nationale de 2005 à 2006.
Il est ambassadeur de son pays en Libye de 2006 à 2008.